# Maesobotrya
Genre
Maesobotrya est un genre de plantes à fleurs de la famille des Phyllanthaceae.

## Liste d'espèces
Selon Catalogue of Life (22 octobre 2017) :
- Maesobotrya barteri (Baill.) Hutch.
- Maesobotrya bertramiana Buttner
- Maesobotrya cordulata J.Léonard
- Maesobotrya fallax Pax & K.Hoffm.
- Maesobotrya floribunda Benth.
- Maesobotrya glabrata (Hutch.) Exell
- Maesobotrya griffoniana (Baill.) Pierre ex Hutch.
- Maesobotrya klaineana (Pierre) J.Léonard
- Maesobotrya longipes (Pax) Hutch.
- Maesobotrya oligantha O.Lachenaud & Breteler
- Maesobotrya pauciflora Pax
- Maesobotrya pierlotii J.Léonard
- Maesobotrya purseglovei Verdc.
- Maesobotrya pynaertii (De Wild.) Pax
- Maesobotrya scariosa Pax
- Maesobotrya staudtii (Pax) Hutch.
- Maesobotrya vermeulenii (De Wild.) J.Léonard
- Maesobotrya villosa (J.Léonard) J.Léonard

Selon NCBI (22 octobre 2017) :
- Maesobotrya barteri
- Maesobotrya klaineana
- Maesobotrya staudtii
- Maesobotrya vermeulenii

Selon The Plant List (22 octobre 2017) :
- Maesobotrya barteri (Baill.) Hutch.
- Maesobotrya bertramiana Büttner
- Maesobotrya bipindensis (Pax) Hutch.
- Maesobotrya cordulata J.Léonard
- Maesobotrya fallax Pax & K.Hoffm.
- Maesobotrya floribunda Benth.
- Maesobotrya glabrata (Hutch.) Exell
- Maesobotrya griffoniana (Baill.) Pierre ex Hutch.
- Maesobotrya klaineana (Pierre) J.Léonard
- Maesobotrya longipes (Pax) Hutch.
- Maesobotrya pauciflora Pax
- Maesobotrya pierlotii J.Léonard
- Maesobotrya purseglovei Verdc.
- Maesobotrya pynaertii (De Wild.) Pax
- Maesobotrya scariosa Pax
- Maesobotrya staudtii (Pax) Hutch.
- Maesobotrya vermeulenii (De Wild.) J.Léonard
- Maesobotrya villosa (J.Léonard) J.Léonard

Selon Tropicos (22 octobre 2017) (Attention liste brute contenant possiblement des synonymes) :
- Maesobotrya barteri (Baill.) Hutch.
- Maesobotrya bertramiana Büttner
- Maesobotrya bipindensis Hutch.
- Maesobotrya brevispicata Pax
- Maesobotrya cordulata J. Léonard
- Maesobotrya dissitiflora Pax
- Maesobotrya dusenii (Pax) Pax
- Maesobotrya edulis Hutch. & Dalziel
- Maesobotrya fallax Pax & K. Hoffm.
- Maesobotrya floribunda Benth.
- Maesobotrya glabrata (Hutch.) Exell
- Maesobotrya griffoniana (Baill.) Pierre ex Hutch.
- Maesobotrya hirtella Pax
- Maesobotrya intermedia Pax & K. Hoffm.
- Maesobotrya klaineana (Pierre) J. Léonard
- Maesobotrya longipes (Pax) Hutch.
- Maesobotrya oblonga Hutch.
- Maesobotrya oligantha O. Lachenaud & Breteler
- Maesobotrya pauciflora Pax
- Maesobotrya pierlotii J. Léonard
- Maesobotrya purseglovei Verdc.
- Maesobotrya pynaertii (De Wild.) Pax
- Maesobotrya rufinervis Pierre ex Pax & K. Hoffm.
- Maesobotrya sapinii De Wild.
- Maesobotrya scariosa Pax
- Maesobotrya sparsiflora (Scott-Elliot) Hutch.
- Maesobotrya stapfiana Beille
- Maesobotrya staudtii (Pax) Hutch.
- Maesobotrya tsoukensis Pellegr.
- Maesobotrya vermeulenii (De Wild.) J. Léonard
- Maesobotrya villosa (J. Léonard) J. Léonard